# Marie Greuzard
Marie Greuzard est une tireuse française spécialisée en Fosse olympique.

## Palmarès

### Championnats d'Europe
- Vice-championne d'Europe individuelle en 1958 à Genève.